# Ljus framtid
Ljus framtid (isländska: Björt framtíð) är ett isländskt liberalt parti grundat den 4 februari 2012. Partiet grundades efter att Guðmundur Steingrímsson blivit politisk vilde i Alltinget och på grund av missnöje med Framstegspartiet, som han tidigare representerat, inlett diskussioner med Bästa partiet i Reykjavík för att sondera möjligheterna till ett nytt parti. Medgrundare till partiet var även Róbert Marshall, Heiða Kristín Helgadóttir och Gaukur Úlfarsson. Partiet har kopplingar till EU-partigruppen ALDE och förespråkar ett isländskt inträde både i EU och i euro-systemet.

## Valresultat
| Val  | Röster | %    | Mandat | +/– | Position            |
| ---- | ------ | ---- | ------ | --- | ------------------- |
| 2013 | 15 583 | 8,25 | 6 / 63 | ▲ 6 | ▲ 5:e största parti |
| 2016 | 13 578 | 7,2  | 4 / 63 | ▼ 2 | ▼ 6:e största parti |
| 2017 | 2 394  | 1,2  | 0 / 63 | ▼ 4 | ▼ 9:e största parti |